# Mosca soldat negra
La mosca soldat negra (Hermetia illucens) és una espècie de dípter braquícer de la família Stratiomyidae originària de regions tropicals i subtropicals d'Amèrica, però que s'ha estès pel sud d'Europa, Àfrica, Àsia i les illes del Pacífic.
Actualment, la mosca soldat negra ha agafat gran interès per la seva utilització en la producció d'aliments, tant per animals com humans, per tal de poder minimitzar el gran impacte de la indústria alimentària en el canvi climàtic i trobar noves fonts per produir amb millor qualitat i menor cost aquests. A més, es fa servir com a font de greix en el menjar per mascotes domèstiques i exòtiques, ja que no afecta la seva salut ni altera la seva microbiota.
La morfologia va canviant al llarg de la seva vida i de les diferents fases que experimenta aquest insecte. La morfologia més observada és la de la fase adulta en la qual destaquen les antenes, les ales i l'abdomen, el qual té una forma característica que recorda a les armadures que porten els soldats, d'aquí ve el seu nom.
Tal com s'ha esmentat, aquest insecte passa per diferents fases al llarg de la seva vida, concretament per cinc fases. Primerament, estan en fase d'ou, posteriorment trencaran aquest ou i es donarà la fase larvària, la qual donarà pas a la fase de prepupa i pupa per finalitzar amb la fase adulta. En aquesta última fase quan la femella ha estat fecundada, farà la posta d'ous tancant així el seu cicle de vida.
A conseqüència de la crisi climàtica, s'està estudiant la possibilitat d'utilitzar aquests insectes com a font de biocombustible. A més, pel seu contingut en lípids, proteïnes i polisacàrids, la mosca s'està fent servir en la producció de productes de la indústria cosmètica.
S'està investigant el seu ús pel tractament de les aigües residuals gràcies a la seva capacitat de degradar la matèria orgànica. Aquesta matèria la pot transformar en productes de valor, com fertilitzants orgànics.
La mosca soldat negra presenta substàncies antibiòtiques naturals que es poden fer servir per evitar la propagació de malalties infeccioses a la cria intensiva i com a tractament de ferides.
Malgrat tots aquests avantatges, hi ha el risc de l'acumulació de metalls pesants i micotoxines a la seva biomassa, el que pot produir efectes adversos a la salut i la microbiota si es consumeixen.

## Distribució
La mosca soldat negra és nativa de regions tropicals i subtropicals del continent Americà. No obstant, des de mitjans del segle XX ha estat registrada en altres regions d'arreu del món gràcies al transport accidental, la importació d'aquestes espècies i l'activitat humana. Concretament, ha sigut trobada al llarg dels continents Europeu, Africà, Oceànic i Asiàtic. Aquesta distribució es correspon a zones càlides que es poden trobar entre les latituds 45° en l'hemisferi nord i 40º en l'hemisferi sud.
Tot i la seva gran expansió al llarg del globus, sembla que és capaç de cohabitar de manera pacífica amb l'entomofauna local de les regions on ha sigut introduïda. També sembla que la seva proporció respecte la població total de dípters en aquestes noves regions on habita és sempre baixa.

## Morfologia
Hermetia illucens és un dípter d'una mida similar a una vespa i per aquest motiu algunes vegades s'han arribat a confondre.
És un dípter que passa per diferents fases al llarg de la seva vida, cada una d'aquestes amb una morfologia diferent.

### Fase larvària
Els resultats d'unes anàlisis fets amb microscopi SEM i òptic, mostren que el cap de la larva d'aquest insecte és semblant a les larves dels insectes campodeiforms, és a dir, és una larva de cos aplanat dors-ventralment amb esclerites.
Pel que fa al seu complex mandibular, és molt típica dels Stratiomydae que els permet la ingesta de menjar semilíquid on la seva hipofaringe és capaç de separar partícules per la seva mida, separant així les orgàniques, que acostumen a ser més fines, de les inorgàniques, que acostumen a ser més grosses.
Tot i això, hi ha diferents estudis que demostren l'adaptabilitat d'aquest òrgan, ja que depenent del substrat que tinguin per alimentar-se poden modificar la seva mandíbula. És a dir, tenen gens que es transcriuran i s'expressaran depenent del que necessitin per fer la correcta digestió i absorció dels aliments.

### Pre-pupa i pupa

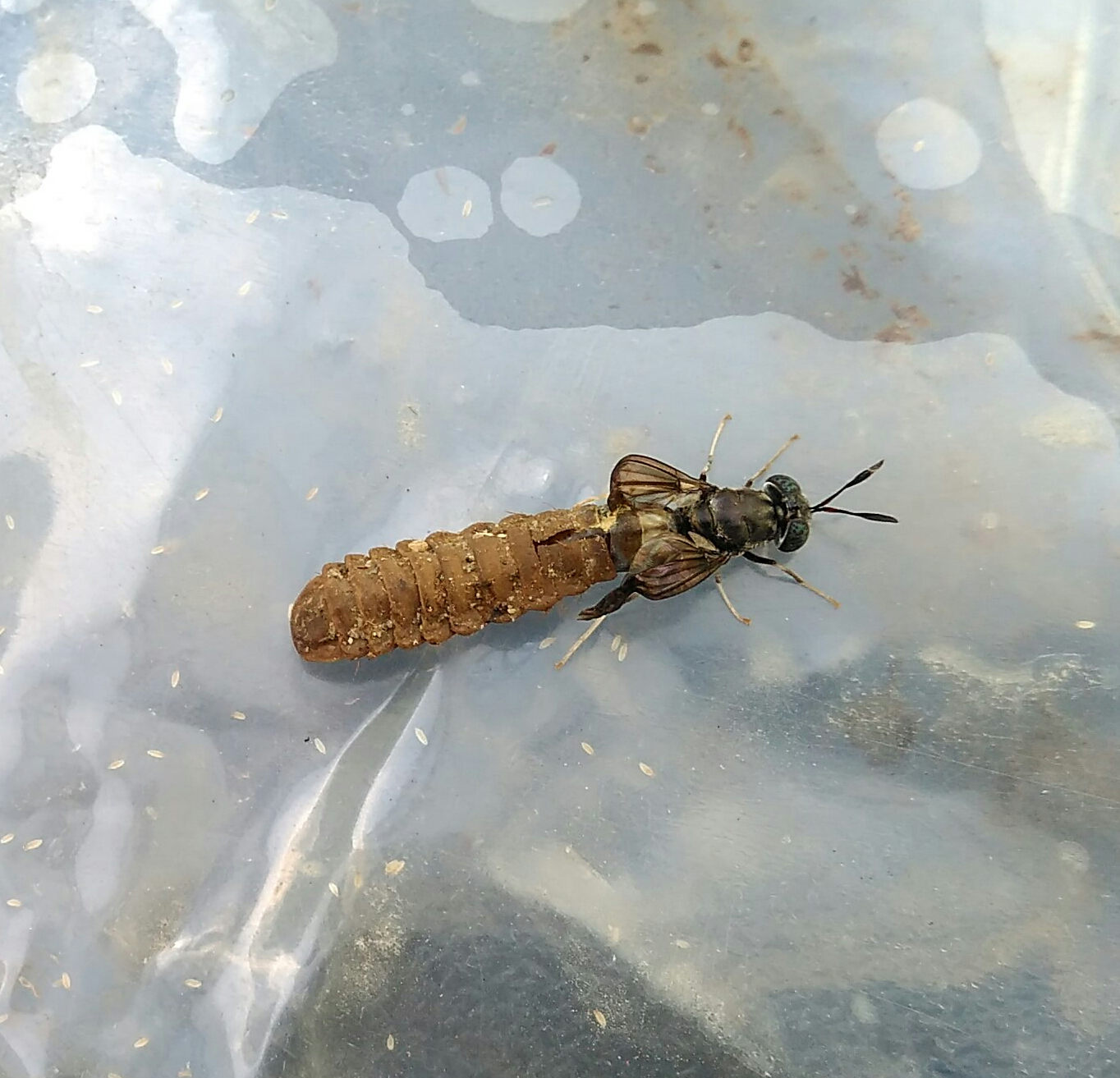
Fase adulta sorgint de la fase pupal

Aquesta fase va a continuació de la fase larval. En aquesta fase la seva morfologia canvia dràsticament de la fase anterior.
Per començar, tenen una mida més reduïda en comparació amb la fase larval, concretament hi ha estudis que han estimat que és un terç de la mida de la fase anterior. Aquesta diferència va ser deguda a la disminució del teixit de la part anterior de la pupa.
A més, hi ha un canvi de pigmentació per tot el cos, per exemple, el color dels ulls que eren com vermellosos es tornen d'un color blanquinós o fins i tot transparent.
L'abdomen en aquesta fase es va plegar uns 45° en direcció a la regió ventral on la cutícula a poc a poc es va tornar més opaca i amb més esclerites. El plegament ocasionat fa que sigui més difícil durant alguns moments en aquesta fase poder distingir perfectament cada una de les parts d'aquest insecte.

### Imago

#### Antenes
Estan formades per tres parts: les dues primeres regions estan formades per segments individuals, el paisatge i el pedicel, mentre que l'última part, el flagel, és més llarg.
El pedicel té perforacions rodones, mentre que el flagel està tot recobert de sensors, com sensilla i microtrichia. Els primers sensors són receptors sensorials que estan per la part de dalt, a l'interior i sota la cutícula. Per contra, els segons sensors, són projeccions cuticulars que no tenen nervis que estiguin situades a la superfície.

#### Ales
En aquesta família hi ha molta varietat morfològica, però es diferencien per la característica ala amb venes que presenta una cèl·lula discal petita.

#### Abdomen
Aquesta part de la mosca és la que li dona el seu nom, ja que el seu abdomen té forma d'armadura, d'aquí ve "Mosca soldat" i "negra" ve pel seu color característic. L'abdomen està recobert d'espines i el segon segment és transparent, el qual és més ampli en els mascles que en les femelles.

### Ou
Aquests ous són d'un color groguenc pàl·lid gairebé transparent perquè la posta es fa en massa. La seva superfície es recobreix amb moc perquè d'aquesta manera, gràcies a les propietats d'adherència d'aquesta substància, els ous es poden quedar enganxats entre ells i al substrat, la qual cosa els proporciona estabilitat i protecció.
Normalment, la posta d'aquests ous sol ser en forats petits on puguin estar protegits i amagats.

Tenen una longitud d'entre 1-1,4mm i un diàmetre de 0,4-0,6mm amb una forma ovoide allargada. Tenen una superfície irregular i estan ornamentades amb arrugues.

Fase adulta de la mosca soldat negra

## Cicle de vida
La mosca soldat negra presenta cinc fases en el seu cicle vital: ou, larva, prepupa, pupa i adult.

### Fase de prepupa i pupa
Per iniciar el procés de pupació, la larva entra en una fase de prepupa on perden la capacitat de menjar, ja que les seves estructures bucals són substituïdes per un apèndix o antena que els permet trobar un ambient sec amb les condicions ideals. La pupa es forma dins del puparium, que és l’exoesquelet de l’últim estadi larvari enfosquit. Aquest procés es dona durant la primavera i la fase de pupa triga dues setmanes aproximadament.

### Fase d'adult

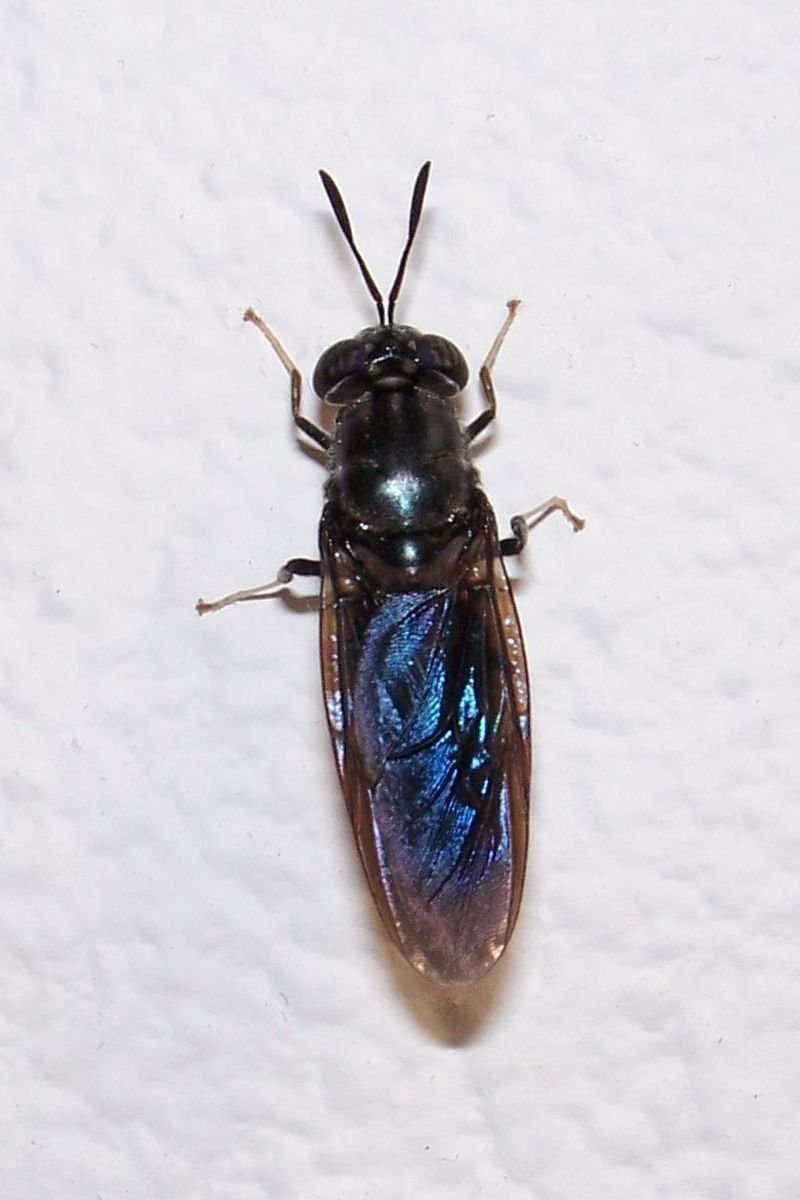
Hermetia illucens

La fase adulta dura entre cinc a vuit dies, ja que dos dies després d’alliberar-se del puparium ja poden reproduir-se, que és l'única funció que tenen. Per a dur a terme la reproducció, el mascle intercepta la femella a mig vol i copulen fins a descendir.

### Fase d’ou
Un cop fecundada, la femella diposita al voltant de 500 ous en ambients, idealment esquerdes, que presenten matèria orgànica en descomposició. Poden trigar de quatre dies a tres setmanes per eclosionar segons les condicions en què es troben.

### Fase de larva
Les larves passen per sis estadis larvaris i el seu desenvolupament pot durar entre 14 a 30 dies.
Aquesta fase té com a funció alimentar-se el màxim possible abans de tornar a formar la pupa, per tant, presenten estructures bucals funcionals.
Aquestes larves són més resistents que els cucs a diverses substàncies com l'amoníac, l'alcohol i substàncies tòxiques dels aliments. El seu metabolisme és molt actiu i encara que són d'un clima tropical, es poden desenvolupar en climes freds si els recipients estan aïllats del fred.

## Utilitzacions en l'àmbit dels aliments
Avui en dia s'estan buscant fonts alternatives d'on treure aliments, per aquest motiu, molta gent està incorporant els insectes a la seva dieta com una alternativa de font de proteïna.
La larva de la mosca soldat negre, com s'ha esmentat anteriorment, conté aproximadament un 40% de proteïna, per això s'està contemplant la possibilitat d'introduir-la a la dieta dels humans. No obstant és un dels insectes que conté més greixos saturats.
Aquests insectes ja s'estan utilitzant per produir aliments per animals. S'ha comprovat que no suposen cap perjudici per aquests perquè no contenen pesticides ni micotoxines. D'altra banda, a causa del seu cicle d'alimentació, produeixen biomassa a partir de matèria orgànica en descomposició. Això és un gran avantatge perquè ajuda a reduir la contaminació, però també suposa un desavantatge per l'estigma social que genera introduir aquest aliment a la dieta sabent que s'alimenten de les deixalles.
La necessitat de trobar noves fonts d'alimentació és en part deguda al gran increment de la població en els últims anys i en la influència que té en l'escalfament global i canvi climàtic. S'han de trobar noves maneres de fer la producció dels aliments de manera més sostenible.

### En la producció avícola
Actualment, la font principal de proteïna en la ramaderia sol ser de derivats de la soja i del peix. La gran problemàtica d'utilitzar derivats de plantes com la soja és que hi ha un impacte negatiu en la desforestació, requereix molt sòl per cultivar, molta quantitat d'aigua i un transport a llarga distància. No són sostenibles i és compatible amb l'increment de la demanda.
En la dieta humana, els productes d'origen animal més emprats són la llet, els ous, el porc, el pollastre i la vedella, però recentment el sector avícola està creixent cada cop més. L'impacte mediambiental és bastant més baix comparat amb l'impacte que té la producció d'altres tipus de carn, ja que la quantitat d'aigua que cal és més baixa i la impremta de carboni també ho és. Un factor molt important és que la seva consumició no es veu impedida per qüestions religioses.
La mosca soldat negra té un gran potencial de poder substituir els derivats de soja i peix perquè proporcionaria la quantitat d'aminoàcids necessaris i essencials que calen en la dieta d'aquests animals com de metionina, lisina, triptòfan i treonina. També la utilització de les larves millora la qualitat del producte i la salut de l'animal. Per exemple, a més de tenir efectes prebiòtics beneficiaris, com aquestes mosques tenen quitina això pot ajudar a digerir diferents nutrients.

### En l'alimentació dels porcs
En diversos estudis, s'ha determinat que la suplementació de les larves de la mosca soldat negra no té efectes negatius sobre el creixement i la qualitat de la carn, però la taxa de conversió d'aliments es veu reduïda. Si se substitueix el peix per la larva a la seva dieta completament (10%), el pes final i el contingut de proteïna muscular dels porcs són més elevats. La seva utilització no presenta cap efecte important en la composició química de la sang ni en el contingut de proteïna al sèrum.
Un inconvenient és la quantitat de productes d'insectes o larves necessaris, pel fet que en l'actualitat la seva producció és insuficient per a alimentar animals més grans que les avirams.

### En l'alimentació dels ruminants
Avui dia, hi ha poques dades sobre l'efecte de la mosca soldat negra com a substitut alimentari en ruminants. In vitro', experiments en el laboratori, s'ha determinat que aquest canvi proporciona un valor nutricional inferior, però el seu consum resulta en la disminució d'emissions de metà.

### En l'alimentació de peixos
D'igual manera, s'ha contemplat la possibilitat d'utilitzar les larves de la mosca soldat negra com a font d'alimentació per a peixos en piscifactories.
Si s'alimenta als peixos exclusivament de larves, aquests presenten un menor creixement respecte a una alimentació més tradicional basada en pinsos. La complementació d'aquesta dieta tradicional amb larves pot ser una opció vàlida per aportar als peixos una part de les proteïnes i greixos necessàries de manera més sostenible.

### En l'alimentació de les mascotes domèstiques i exòtiques
Actualment, hi ha molt menjar per mascotes que està fet a partir d'insectes. Principalment, es fa ús de la larva de la mosca soldat negre com a font de greix.
Els insectes s'estan emprant perquè s'ha vist que no afecten la salut dels animals, que el seu cos no produeix cap efecte de rebuig enfront aquests insectes, no alteren la seva microbiota i, per tant, s'està pensant a introduir-los també en els aliments per hipoal·lèrgics.
Bàsicament, tot el que se sap ara per ara sobre com pot afectar l'alimentació seria respecte als gossos. Sobre els gats, hi ha molt poca informació i es necessiten més estudis. A més, el seu ús en mascotes exòtiques és molt genèric.
Hermetia illucens no és l'únic insecte que forma part dels ingredients d'aquests menjars per animals, també podem trobar a Tenebrio molitor i Acheta domesticus. La mosca soldat negra és qui aporta la quantitat més gran d'àcids grassos, sent l'àcid làuric, que és un àcid gras saturat, qui aporta la majoria. L'àcid làuric té activitat antimicrobiana contra bacteris grampositiu, fongs i virus, la qual cosa beneficia al consumidor i pot regular els nivells de colesterol.
Un altre component important en aquest aliment són les cendres i justament d'aquest insecte hi ha una altra concentració. D'elles obtenen calci i fòsfor, a més també és una bona font de riboflavina, àcid pantotènic i menys sovint poden arribar a contenir àcid fòlic.

### En humans
La mosca soldat negra és una de les 2.000 espècies d'insectes que es consumeix en les cultures més rurals i no tan urbanes. Un motiu pel qual hi ha cert rebuig al seu consum és per qüestions culturals.
L'avantatge principal és el poc impacte que té en l'ambient. A més, la utilització de la mosca soldat negre, entre altres insectes, és una bona alternativa en països poc desenvolupats on hi ha poques tecnologies i capital, i els permet aconseguir productes d'alta qualitat i segurs. Les fases adultes de la mosca no tenen contacte amb els humans ni són vectors o disseminadors de malalties específiques, ja que no pica als humans.
Els olis produïts per la mosca i els possibles productes a consumir es consideren una alternativa als productes que deriven dels peixos, com els seus olis, per introduir-los en les dietes d'altres animals a causa de l'elevat contingut de lípids i proteïnes. Cal considerar que aquesta composició de proteïnes i lípids depèn directament del que consumeixen les mosques.
Els beneficis que dona la mosca soldat negre és que aporta nivells elevats de minerals i vitamines que són essencials pel nostre bon funcionament, sent fins i tot superior a l'aportació que poden donar altres insectes amb perspectives de futur de ser utilitzats com aliments. És altament recomanable la seva utilització en persones que fan dietes vegetarianes, infants i esportistes. Un altre benefici, encara que no sigui directament en humans, és que té efectes prebiòtics en la microbiota del bestiar a més dels efectes antimicrobians en malalties gastrointestinals causades per bacteris.
Les fases segures pel seu consum són la larva i pupa, mentre que els ous no ho són gens. La poca seguretat dels ous seria a causa d'una contaminació en ells que a l'hora de consumir-los provoca casos de miasis entèrica o intestinal. El que es recomana és que si es consumeix aquesta mosca sigui només com a substitució parcial de l'aliment, és a dir, que no es canviï totalment la font d'aliments per la mosca.

#### Riscos i seguretat en els aliments
La mosca soldat negra és un descomponedor que pot arribar a reduir la presència de colònies bacterianes d'espècies com Salmonella spp., però en general de la família Enterobacteriaceae. Aquesta eliminació és gràcies al fet que, a l'hora d'ingerir el substrat, també ingereixen aquests microorganismes i acaben morint perquè en el seu estómac hi ha la presència d'enzims, un pH elevat i un fenomen de competència amb altres microorganismes de la seva microbiota intestinal.
Un factor molt important per assegurar la seva seguretat és l'emmagatzematge. A més, fer un procés d'assecatge ajudaria a preservar-la en bones condicions durant un període llarg de temps.
En la seva criança, que tracta de fer-les créixer en substrats específics, segons en quines condicions siguin exposades poden tenir un efecte positiu o negatiu en la seva pròpia microbiota. Aquesta mosca té capacitat d'acumular metalls pesants que tenen un efecte tòxic pels humans si es consumeix en grans quantitats, però també en el mateix microbioma de la mosca. Per exemple, s'ha vist que el coure té un efecte negatiu en la mosca.

## Altres usos

### Utilitzacions en la indústria de la cosmètica
Actualment, la indústria cosmètica està obrint fronteres per trobar nous ingredients que puguin ser utilitzats en els seus productes. Sobretot se centren a trobar ingredients que tinguin un baix cost a l'hora d'adquirir-los, però que acabin produint un valor econòmic i una qualitat millor. Els insectes contenen lípids i proteïnes que tenen gran interès, però la mosca soldat negre és la que està tenint més èxit. Un dels avantatges és que l'impacte ambiental es veu reduït alhora que disminueix el risc de zoonosi.
La quantitat de lípids i proteïnes en la biomassa de l'insecte no és sempre la mateixa, ja que depèn de com és la seva dieta en estadis larvaris. Això sobretot és a causa de la presència dels carbohidrats en els seus aliments perquè fan una conversió a àcids grassos.
Alguns dels beneficis que podria donar la mosca en l'elaboració d'aquests productes serien suavitzar, hidratar, revitalitzar i tensar la pell.
En el cas de les proteïnes, ajuden a mantenir la hidratació de la pell. Un aminoàcid que està molt present en aquesta composició seria, per exemple, l'arginina, la qual protegeix la pell dels radicals lliures i és un antioxidant. Hi ha pèptids antimicrobians que també actuarien com a agents antioxidants, a més de ser antiinflamatoris. Aquests podrien ser utilitzats per a la fabricació de xampús i cremes del cos.
Respecte als lípids, la seva concentració es veu augmentada quan passa a estat de pupa, però també la concentració de lípids en els aliments que consumeix la mosca afecta la quantitat de lípids en la seva biomassa (com major sigui la quantitat ingerida, major contingut lipídic). Aquests serveixen per a la creació de sabons i productes cosmètics.
De la mosca soldat negre també es fan servir els seus polisacàrids. Aquest insecte conté quitina i el que fa és una reacció química per passar aquesta quitina en quitosan. Entre totes les funcions que té, una és com a ingredient en la cosmètica com a un hidrocoloid. Els derivats de la quitina i del quitosan estan implicats en productes relacionats amb el cuidat del cabell com serien els xampús i els condicionadors, però també poden ser ingredients en pintallavis.

### Biocombustible
A conseqüència de l'actual crisi climàtica deguda a l'escalfament global els biocombustibles ha sigut plantejada com a una possible alternativa, almenys a curt termini, als combustibles fòssils.
Tanmateix, dues de les problemàtiques que es plantegen són el cost total associat a l'obtenció de les matèries primeres i el sistema d'obtenció d'aquestes. Les principals fonts són les llavors, que s'haurien de deixar d'utilitzar com aliment, i les microalgues, que tenen un baix rendiment.
S'ha estudiat l'obtenció de biocombustible a partir de larves d'Hermetia illucens perquè produeixen gran quantitat de lípids i poden créixer alimentant-se a partir de restes i deixalles de matèria orgànica. El biocombustible obtingut després del processament de les larves té unes propietats similars al que s'obté a partir de les llavors de colza, però amb una major estabilitat enfront de fenòmens oxidatius. A més, compleix amb els estàndards europeus EN 14214.
Així doncs, és possible l'aprofitament de residus orgànics d'orígens urbans o industrials per a produir biocombustible gràcies a les larves de la mosca soldat negre, però cal estudiar la implementació del procés a una major escala.

### Tractament de residus orgànics
Les mosques soldat negra tenen la capacitat de degradar la matèria orgànica, específicament durant la fase larvària (BSFL). Les larves poden degradar grans quantitats de residus orgànics de manera ràpida, reduint fins a un 80% la seva càrrega, gràcies a la presència dels aparells mastegadors i els enzims que permeten aquesta degradació.
És un mètode rendible i segur per l'ambient, ja que permet eliminar gran part dels residus orgànics sòlids i els pot transformar en productes de gran valor, com olis, proteïnes d'alta qualitat i fertilitzants.

#### Tractament d'aigües residuals
El sistema de gestió de les aigües residuals és una de les principals preocupacions a escala mediambiental. Això és pel fet que si no es gestionen de la manera més adient, pot resultar en la contaminació de l'ambient. Com a resultat de la gestió descontrolada de les aigües residuals en països amb poder adquisitiu baix-mig, s'alliberen gasos d'efecte hivernacle a l'atmosfera, principalment metà (CH4).
La majoria dels residus sòlids presents a l'aigua són residus orgànics, més coneguts com a biowaste, que prové majoritàriament de la indústria alimentària, la indústria del processament de fusta i els residus generats a la quina de casa. La producció d'aquests residus en països de renda elevada és del 20-40%, mentre que en els països de renda mig-baixa pot arribar al 70%. Aquesta diferència és deguda que els residus orgànics es dipositen en abocadors o zones il·legals, que conseqüentment pot resultar en un risc o perill pels habitants de la zona.
La implementació de les larves de la mosca soldat negra podria resultar beneficiós per aquests països, ja que arran de poder tractar aquests residus orgànics es pot disminuir el cost del transport dels residus, alliberar els abocadors en ús i incrementar la qualitat de vida perquè es podria controlar la transmissió de malalties zoonòtiques.

#### Fertilitzants orgànics
Aquest mètode també promou el concepte de l'economia circular perquè transforma els residus orgànics en productes de valor que es poden comercialitzar. Un exemple serien els fertilitzants orgànics pels cultius de l'agricultura sostenible.
Es poden obtenir fertilitzants orgànics adequats i balancejats administrant substrats rics en nitrogen i fòsfor. Tot i això, la seva composició de macronutrients poden variar segons el tipus de substrat donat i resultar en concentracions no òptimes per les collites, ja que són productes biològicament inestables.
Un altre aspecte a tenir en compte és la incorporació de substàncies potencialment fitotòxiques. Per evitar aquest problema, els fertilitzants han de passar per un procés d'estabilització posttractament.

### Activitat antimicrobiana
La composició soluble de la larva de Hermetia illucens presenta activitat antibacteriana contra bacteris grampositiu i gramnegatiu, per exemple Escherichia coli, Neisseria gonorrhoeae, Pseudomonas aeruginosa, Staphylococcus aureus, Bacillus subtilis i Micrococcus luteus, entre d'altres.
A causa de l'increment en el consum de productes carnis, s'ha generat la necessitat d'augmentar la productivitat de la ramaderia de manera significativa, el que a resultat en l'adopció del model de cria intensiva d'animals.
Per evitar el desenvolupament de malalties infeccioses i la seva propagació, fins a l'actualitat s'han administrat antibiòtics conjuntament amb els aliments. Tot i això, han sorgit diverses problemàtiques com a resultat del desús d'aquests antibiòtics. Els punts principals i que més preocupació mostren són l'adquisició de resistències antibiòtiques per part dels bacteris, els residus d'antibiòtics als productes carnis i la contaminació del medi ambient o ecosistema.
Com a alternativa, s'ha suggerit la utilització d'insectes com aliment per la ramaderia, ja que poden produir substàncies antibiòtiques naturals que eviten el desenvolupament d'infeccions sense els inconvenients dels antibiòtics. Les larves de Hermetia illucens poden produir pèptids antimicrobians (AMPs), unes de les substàncies antibiòtiques principals de l'organisme. L'àcid làuric presenta una activitat antimicrobiana dèbil, però que es pensa que contribueix en aquesta activitat perquè indueix la producció dels pèptids antimicrobians.
Tanmateix, a causa d'aquest increment de bacteris i fongs resistents a antibiòtics, ha sorgit l'interès en el tractament de ferides amb teràpia larvària. La seva activitat consta d'eliminar el teixit infectat o danyat, matar els bacteris i estimular la granulació del teixit i la seva reparació.

## Perill i risc de la seva utilització

### Acumulació de metalls i micotoxines
Un dels principals riscos que comporta alimentar les larves de la mosca soldat negra amb restes de matèria orgànica, és el fet que aquestes puguin bioacumular metalls pesants i micotoxines en la seva biomassa.
De fet, s'ha pogut comprovar que les larves acumulen metalls com el mercuri, el coure o el plom, els quals produeixen efectes adversos en humans si són ingerits en excés. De la mateixa manera que en les persones, metalls com el coure o el cadmi també tenen efectes adversos negatius tant per a les larves com per a la seva microbiota intestinal. L'efecte negatiu d'alguns d'aquests metalls pesants en la microbiota intestinal de la mosca soldat negra redueix la seva habilitat per controlar el creixement d'espècies bacterianes potencialment patògenes per a humans. Aquests patògens potencials, en un escenari en què les larves es destinessin a consum humà i es produís un mal processament de l'aliment, podrien suposar un risc per a la salut. Així doncs, és molt recomanable controlar el nivell de metalls pesants presents en la matèria orgànica que es destini a l'alimentació de les larves.
Per altra banda, diversos estudis suggereixen que no es produeix acumulació de micotoxines, fàrmacs o plaguicides que en un primer moment es puguin trobar en el substrat del qual s'alimenten les larves. Sembla ser una conseqüència de la capacitat de degradació de compostos que les larves i la seva microbiota intestinal presenten.